# Krigens regler
Krigens regler (også kaldet krigens love eller det latinske udtryk jus belli ("krigens ret")) er et sæt retningslinjer, som krigsførende stater og oprørsgrupper er forpligtet til at overholde. Reglerne opdeles i jus ad bellum, dvs. retten til at indlede en krig, og jus in bello, som er de regler, der gælder for krigsførelsen under en krig, uanset om denne er indledt retmæssigt eller ej. De sidstnævnte regler, jus in bello, er også kendt som humanitær folkeret, og overtrædelse af dem er en krigsforbrydelse.

## Retten til at indlede krig (jus ad bellum)
I 1928 forbød Briand-Kellogg-pagten krig, men ikke magtanvendelse mellem stater. Denne bestemmelse blev imidlertid omgået ved, at stater begyndte at iværksætte militæroperationer mod andre stater uden at sende en formel krigserklæring. Dette var blandt andet tilfældet for krigene mellem Japan og Kina i 1931 og 1937.
Med FN-pagtens vedtagelse i 1945 blev der imidlertid givet et internationalt forbud imod magtanvendelse og trusler om magtanvendelse. Som hovedregel er internationale væbnede konflikter (dvs. krige) i dag forbudt. Det er nu kun FN's sikkerhedsråd, der lovligt kan give lov til at starte en krig under nogle nærmere forudsætninger, som er beskrevet i FN-pagtens kapitel 7. Derudover har et land ret til at forsvare sig selv imod et angreb fra et andet land, ligesom en stat må hjælpe en anden stat militært i dennes modstand imod et angreb fra et tredje land. Da Rusland invaderede Ukraine i 2022, forsvarede den russiske præsident Putin således invasionen folkeretligt med henvisning til denne situation og en hjælpeanmodning fra de to separatist-kontrollerede ukrainske provinser Donetsk og Luhansk.

## Gældende regler under krigsførelse (jus in bello)
Reglerne om krigsførendes optræden under krig, kendt under det juridisk-latinske begreb jus in bello, regulerer de krigsførendes optræden overfor hinandens soldater, krigsfanger, civilbefolkningen, de syge og sårede mm. Dette regelsæt er også kendt som den humanitære folkeret. Disse regler er hovedsagelig nedfældet i Genevekonventionerne. Der er i alt fire Genevekonventioner, der blev vedtaget med mellemrum i perioden fra 1864 til 1949. Da de tre første eksisterende konventioner blev opdateret sammen med vedtagelsen af den fjerde, taler man dog ofte om de fire Genevekonventioner (eller blot Genevekonventionen) fra 1949. Siden er der desuden blevet vedtaget tre tillægsprotokoller til Genevekonventionerne:

### De fire Genevekonventioner
- Den første Genève-konvention fra 1864 omhandler behandlingen af syge og sårede soldater
- Den anden Genève-konvention fra 1906 omhandler behandlingen af skibbrudne, syge og sårede til søs
- Den tredje Genève-konvention fra 1929 omhandler krigsfanger
- Den fjerde Genève-konvention fra 1949 drejer sig om, hvordan civile skal beskyttes under en krig.

### De tre tillægsprotokoller
- Protokol I fra 1977 om beskyttelsen af ofre for internationale væbnede konflikter
- Protokol II fra 1977 om beskyttelsen af ofre for ikke-internationale væbnede konflikter
- Protokol III fra 2005 om vedtagelsen af et tredje beskyttelses-emblem ved siden af Røde Kors og Røde Halvmåne.

Overordnet går de vigtigste regler ud på, at man ikke må angribe civile, boliger, skoler og hospitaler. Syge og sårede skal tilbydes lægehjælp, og krigsfanger skal behandles menneskeligt.

### Proportionalitets- og diskriminationsprincipperne
Det er alment anerkendt, at civile skader ikke helt kan undgås under en krig, men to vigtige principper skal i den forbindelse overholdes:
- diskriminationskriteriet fastslår, at der skal skelnes mellem civile og militære mål
- proportionalitetskriteriet fastslår, at der skal være et rimeligt forhold mellem utilsigtede civile og tilsigtede militære skadevirkninger.

Krigsforbrydelser er defineret som overtrædelse af den humanitære folkeret, dvs. jus in bello. Overtrædelse af folkerettens regler om magtanvendelse (jus ad bellum) opfattes altså ikke i sig selv som krigsforbrydelser.:179 